# Gazowy olbrzym

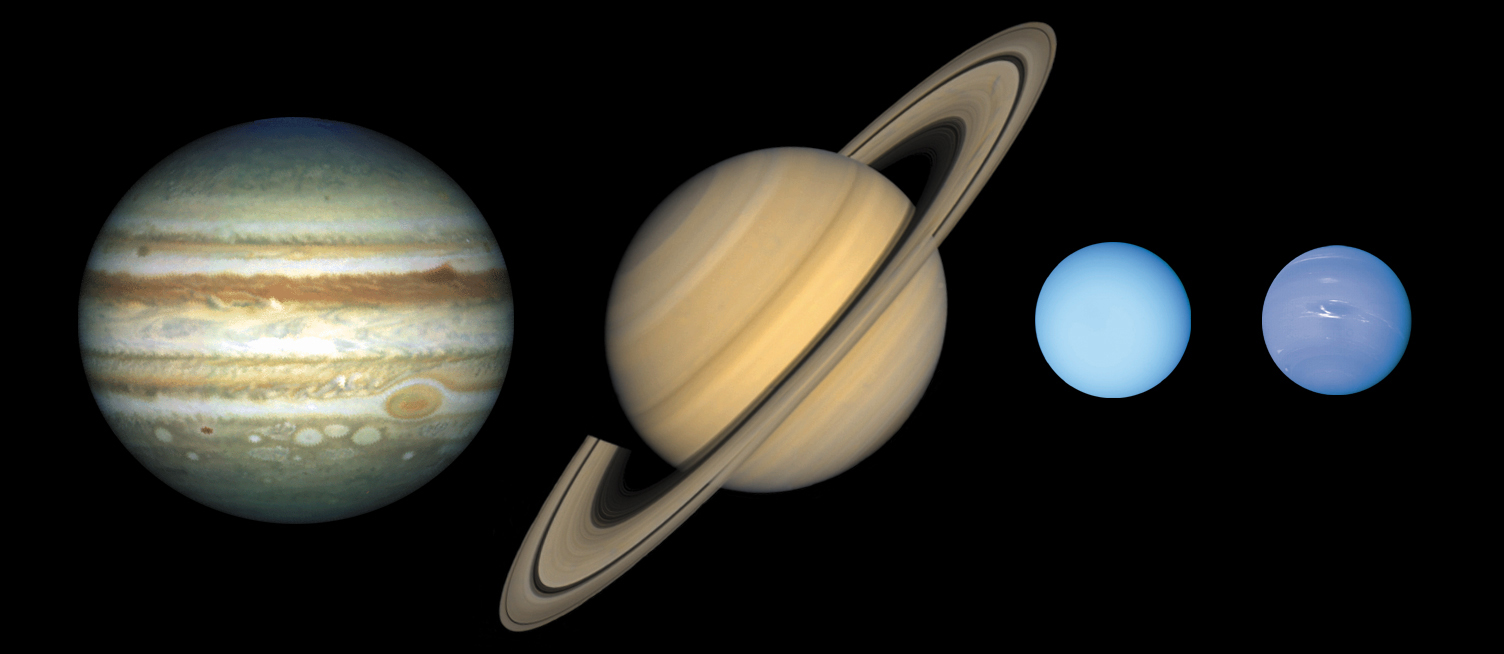
Cztery gazowe olbrzymy Układu Słonecznego w jednakowej skali. Kolejno od lewej: Jowisz, Saturn, Uran, Neptun

Gazowy olbrzym (planeta-olbrzym) – typ planety, która nie ma stałej powierzchni, a skały nie stanowią znacznej części jej masy. Nie posiada ona gęstej atmosfery, może być zbudowana głównie z gazu lub lodu; ma także niewielkie metaliczne, skalne lub skalno-lodowe jądro. Cechą takich obiektów astronomicznych jest ich bardzo duży rozmiar i stosunkowo mała gęstość (w porównaniu z planetami skalistymi).

## Budowa wewnętrzna

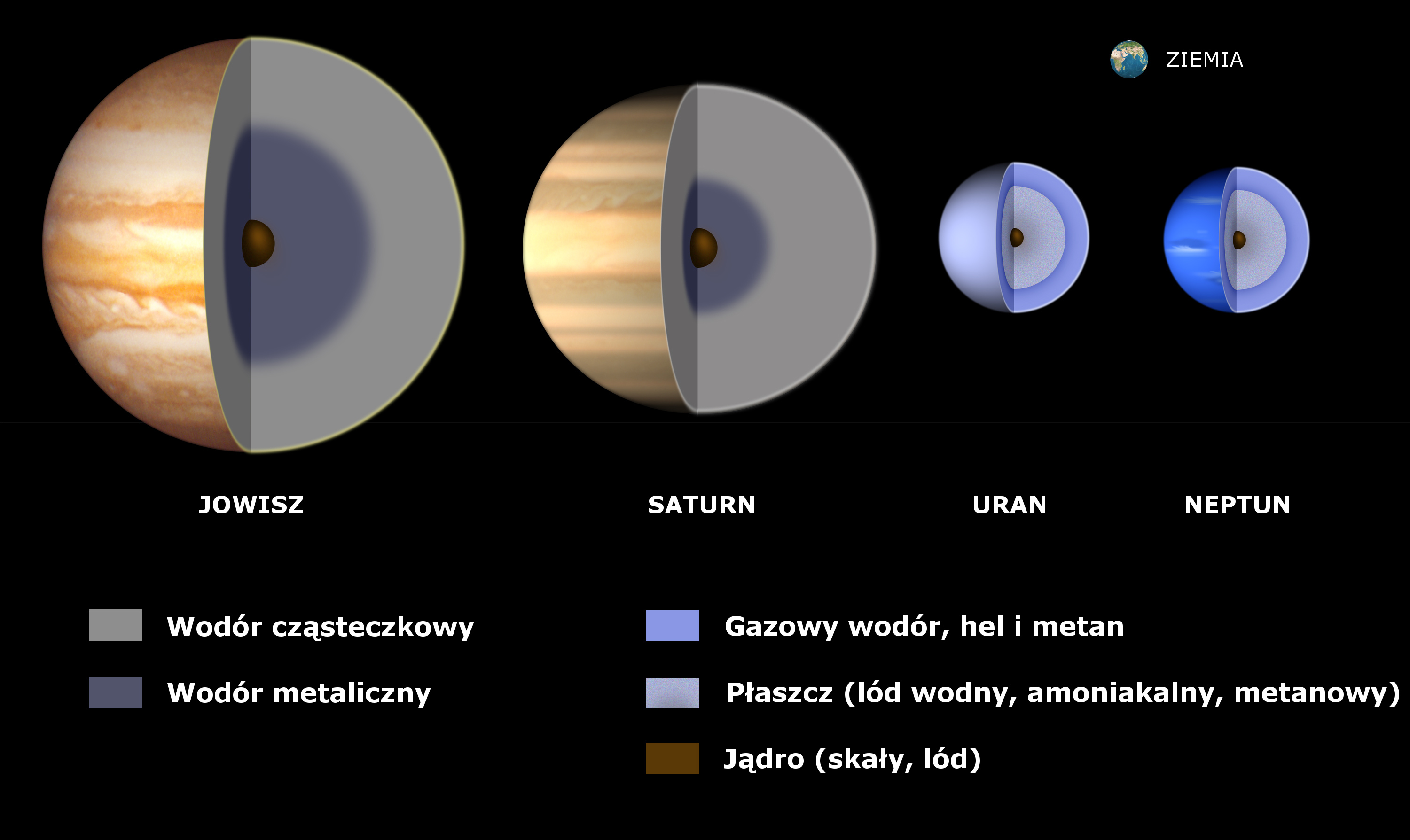
Budowa wewnętrzna planet-olbrzymów

Wodór tworzący atmosfery Jowisza i Saturna zwiększa gęstość w głąb planety i w związku z tym, że jest on w stanie nadkrytycznym, przechodzi płynnie w ciecz bez wyraźnej granicy faz. Głębiej istnieje granica, gdzie pod wpływem ogromnego ciśnienia pojawia się wodór metaliczny. Okrywa on skaliste jądro, kilkadziesiąt razy masywniejsze od Ziemi.
Zupełnie odmienną budowę mają tzw. „lodowe olbrzymy” (ang. ice giants) – Uran i Neptun. Gęsta atmosfera okrywa w tym przypadku płaszcz zbudowany z lodu wodnego, metanowego i amoniakalnego, który stanowi większą część ich masy. Planety mają skaliste jądro o masie podobnej do masy Ziemi.

## W Układzie Słonecznym
W Układzie Słonecznym gazowymi olbrzymami są: Jowisz, Saturn, Uran i Neptun. Wspólną cechą tych planet jest duża masa, duża liczba księżyców oraz obecność pierścieni. Ich gęste atmosfery odbijają dużą część padającego światła, czego efektem jest wysokie albedo.

## Pozasłoneczne olbrzymy gazowe
Wiele takich ciał niebieskich odkryto także poza naszym układem planetarnym. Ze względu na duże masy i ograniczone możliwości metod poszukiwania są one najczęściej wykrywanym typem planet pozasłonecznych. Wiele spośród nich jest większych od Jowisza. Niektóre są na tyle masywne, że mogą w rzeczywistości nie być planetami, a niewielkimi brązowymi karłami. Te dwa typy ciał niebieskich odróżnia to, że brązowe karły są zdolne do syntezy deuteru w jądrze. Według współczesnej wiedzy minimalna masa, przy której obiekt jest do tego zdolny, to 13 mas Jowisza, przy metaliczności gwiazdy takiej jak dla Słońca.
Innym problemem jest wyznaczenie dolnej granicy masy. Planeta o masie zbliżonej do Ziemi jest za mała by być gazowym olbrzymem – niewielka grawitacja nie utrzymałaby wystarczająco grubej warstwy atmosfery, która najprawdopodobniej rozproszyłaby się w przestrzeni kosmicznej. Problem stanowią planety takie jak GJ 436 b i 55 Cancri e, o masie zbliżonej do Neptuna. W przypadku pierwszej z nich znany jest promień i wiemy, że jest to ciało podobne do Neptuna (choć na bardzo ciasnej orbicie); druga z nich przypuszczalnie jest wielką planetą skalistą – tzw. superziemią.